# Assembleia municipal (Suécia)
A assembleia municipal (em sueco:  Kommunfullmäktige) é o órgão legislativo dos 290 municípios da Suécia. Além do termo "assembleia municipal", "conselho municipal" e "conselho da cidade" são também usados, mesmo em contextos oficiais.

## Composição
Uma assembleia municipal (kommunfullmäktige) é constituída por deputados municipais (fullmäktigeledamot) eleitos diretamente pelos habitantes do município (kommun) em sufrágio direto e secreto.
Cada assembleia municipal é dirigida por um presidente (ordförande).
O número de deputados varia conforme as dimensões dos municípios, indo de 31, em municípios com menos de 12 000 habitantes até 101, como é o caso de Estocolmo.

## Sessões
Segunda-feira é o dia mais usado para as reuniões das assembleias municipais.

## Equivalentes em outros países
As assembleias municipais suecas correspondem às assembleias municipais portuguesas e às câmaras municipais brasileiras.